# Juan Hierrezuelo
Juan Hierrezuelo (San Juan, Argentina, 7 de noviembre de 2000) es un baloncestista argentino con nacionalidad española que actúa en la posición de ala-pívot en las filas del Oberá de Liga Nacional de Básquet de Argentina.

## Trayectoria
Surgido de la cantera del club Ausonia de su ciudad natal, en 2016 fue reclutado por San Lorenzo, club en el que actuaría tanto en la Liga de Desarrollo como en la Liga Nacional de Básquet.
En 2019 fue cedido a Salta Basket, equipo de La Liga Argentina, la segunda categoría del baloncesto profesional de su país. 
El 29 de junio de 2020 se anunció que sería contratado por el Valencia Basket de España, siendo asignado al filial de Liga EBA para disputar la temporada 2020-21.
En la temporada 2021-22, tras el ascenso del filial valenciano a Liga LEB Plata, formaría parte de la plantilla en dicha categoría donde participa en 31 encuentros con unos promedios de 10,5 puntos, con un 58,6% en T2, 5,9 rebotes y 1,5 asistencias para un total de 13,3 de valoración, en una media de 22 minutos por encuentro. 
El 2 de agosto de 2022 firma por el Club Baloncesto Ciudad de Ponferrada de la Liga LEB Plata.
Regresó a la Argentina en agosto de 2025, uniéndose al Oberá de Liga Nacional de Básquet.

### Clubes
| Club                    | País      | Año             |
| ----------------------- | --------- | --------------- |
| San Lorenzo             | Argentina | 2017 - 2019     |
| Salta Basket            | Argentina | 2019 - 2020     |
| Valencia B              | España    | 2020 - 2022     |
| CB Ciudad de Ponferrada | España    | 2022 - 2025     |
| Oberá                   | Argentina | 2025 - Presente |

## Selección nacional
Hierrezuelo representó a su país en el Campeonato Sudamericano de Baloncesto Sub-17 de 2017, y en el Campeonato FIBA Américas Sub-18, el Torneo Albert Schweitzer y los Juegos Suramericanos de 2018.
En la modalidad de básquetbol 3x3 disputó tres torneos con el seleccionado argentino, subiendo al podio en todos ellos: obtuvo medalla de bronce en los Juegos Suramericanos de la Juventud de 2017, medalla de plata en los Juegos Suramericanos de 2018 y medalla de oro en los Juegos Olímpicos de la Juventud 2018.